# Георги Хаджикотарев
Георги Василев Хаджикотарев или Хаджикотаров е български революционер, деец на Вътрешната македоно-одринска революционна организация.

## Биография
Георги Хаджикотарев е роден в град Струмица, тогава в Османската империя, днес в Северна Македония. Произхожда от патриаршистко семейство. Присъединява се към ВМОРО. Заедно с Панде Куюмджиев и Славчо Клямбов агитира сред патриаршисткото население в града за присъединяване към каузата на организацията.
Като някой, който знае гръцкия език, през 1905 година е представител на Струмишкия окръжен комитет на ВМОРО заедно с Куюмджиев и Клямбов на среща с представители на гръцката въоръжена пропаганда в Струмица, които преди да създадат андартски чети, искали да се „споразумеят за сътрудничество“ с организацията, за да се „избегне“ братоубийство. Представителите на ВМОРО им предложили да се присъединят към четите на организацията, а гърците отказали, защото те искали да действат с отделни чети в Подгорието, защото тези села са техни. Представителите на ВМОРО отговорили, че това не са техни села и че те искат да разделят населението.
Участва в Първата световна война в Единадесета пехотна македонска дивизия. Награден е със знак на военния орден „За храброст“ IV степен.